# Fjellstrand
Fjellstrand este o localitate din comuna Nesodden, provincia Akershus, Norvegia, cu o suprafață de 0,83 km² și o populație de 1.061 locuitori (2013).